# Schizonycha flavicornis
Schizonycha flavicornis är en skalbaggsart som beskrevs av Brenske 1898. Schizonycha flavicornis ingår i släktet Schizonycha och familjen Melolonthidae. Inga underarter finns listade i Catalogue of Life.